# Café (futsal)
Pour les articles homonymes, voir Café (homonymie), Loureiro et Barros.
Bruno Loureiro Barros surnommé Café, né le 28 janvier 1985 à Petrópolis (Brésil), est un joueur brésilien international de futsal. Il évolue au poste d'ailier.

## Biographie

### Débuts au Brésil puis départ au Sporting Portugal
Né à Petrópolis, Café débute à Macaé puis dans le club de sa ville natale. Au sein de la Ligue professionnelle brésilienne, l'ailier gauche en est une des révélations à 22 ans en marquant 22 buts.
Durant la saison 2007-2008, le Brésilien signe un contrat d'une année plus une autre en option avec le Sporting Portugal. Dès la première année, Café remporte la Coupe du Portugal puis Supercoupe nationale Régulièrement utilisé par l'entraîneur Paulo Fernandes, l'option est activée et assure la présence de Café au Portugal jusqu'au 30 juin 2010. En 2009-2010, Café remporte le Championnat portugais en finale contre le Benfica.

### Joinville et expériences étrangères
À l'été 2010, au terme du championnat portugais, Café revient au Brésil et rejoint la section futsal du Joinville Esporte Clube sponsorisé par Krona, en Liga Nacional et championnat Catarinense.
Café est embauché en 2011 par Foolad Mahan de la ville d'Ispahan en Iran, pour un contrat de deux ans, jouant dans la ligue iranienne de futsal. Mais l'athlète est lésé dans son droit au travail et reste inactif pendant plusieurs mois en 2012. Café gagne, trois ans plus tard, son procès contre le club, qui l'attaque pour rupture unilatérale de contrat.
Il joue ensuite au Kairat Almaty FC en Kazakhstan. 
Pour la saison 2014-2015, le Brésilien rejoint le club français du Sporting Paris qualifié en Coupe d'Europe,. En novembre 2014, Café a déjà disputé 14 matchs pour 17 buts et déclare « J'essaie de laisser un héritage partout où je vais, en disputant des finales et en remportant des titres ». L'ailier contribue à hisser pour la première fois un club français au tour élite de la Coupe de l'UEFA,, où il est devancé seulement par son club précédent et futur vainqueur, Kairat. L'international brésilien termine co-meilleur buteur de la compétition avec dix réalisations, dont sept au Tour élite. En fin de contrat en juillet 2015, il déclare souhaiter retourner au Brésil dont il reçoit plusieurs offres de clubs.

### Fin au Brésil
Mi 2015, après un passage au Koweït et quelques mois sans jouer, l'Atlântico lui fait confiance et le recrute. Il est toujours présent pour la saison 2017 et se déclare au meilleur moment de sa vie. En 2018, l'ailier est vice-champion du Brésil avec Atlântico. 
Pour la saison 2019, il rejoint les Corinthians.

### En équipe nationale
Café débute sous le maillot brésilien en sélection des moins de 21 ans.  
Il effectue plusieurs passages dans l'équipe brésilienne de futsal et est champion du monde[Lequel ?] en 2015 avec la sélection du Brésil.

## Statistiques
| Saison                | Club                  | Championnat           | Championnat | Championnat | Coupe(s) nationale(s) | Coupe(s) nationale(s) | Total | Total |
| Saison                | Club                  | Division              | M.          | B.          | M.                    | B.                    | M.    | B.    |
| 2016                  | Atlântico             | D1                    | 20          | 8           | -                     | -                     | 20    | 8     |
| 2017                  | Atlântico             | D1                    | 19          | 4           | -                     | -                     | 19    | 4     |
| 2018                  | Atlântico             | D1                    | 26          | 21          | -                     | -                     | 26    | 21    |
| Sous-total            | Sous-total            | Sous-total            | 65          | 33          | -                     | -                     | 65    | 33    |
| 2019                  | Corinthians           | D1                    | 15          | 4           | -                     | -                     | 15    | 4     |
| 2020                  | Campo Mourão          | D1                    | 14          | 2           | -                     | -                     | 14    | 2     |
| Total sur la carrière | Total sur la carrière | Total sur la carrière | 94          | 39          | -                     | -                     | 94    | 39    |

## Palmarès
Avec le Sporting Portugal, Café remporte le Championnat portugais, la Coupe du Portugal et la Supercoupe locale.
- Championnat du Portugal (1)
  - Vainqueur :  2010

- Coupe du Portugal (1)
  - Vainqueur : 2008

- Supercoupe du Portugal (1)
  - Vainqueur : 2008